# 喀什马克 (阿拉斯加州)
喀什马克（英語：Kachemak），是美国阿拉斯加州的一座城市。该市的人口在2000年为431人，2010年有472人。人口在阿拉斯加州排行第60。